# Albatros C.I
O Albatros C.I foi um avião de uso geral biplano, monomotor alemão de dois lugares em configuração de tração, utilizado entre 1915 e 1917.

## Histórico
Quando o Albatros C.I surgiu pela primeira vez em 1915, a sua grande manobrabilidade e o potente motor Benz Bz.III de 150 hp lhe deu vantagem sobre a maioria dos aviões aliados. Durante o seu desenvolvimento, foram testados motores mais potentes sucessivamente, culminando com o Argus As III de 180 hp, que permitiu a versão final do C.I atingir a velocidade de 140 km/h ao nível do mar, com teto operacional de 3.000 m.
Uma variante com controles duplos foi desenvolvida como avião de treinamento e designada como C.Ib, sendo construída sob licença pela Mercur Flugzeugbau. Melhorias sucessivas no C.I resultaram no Albatros C.III que se tornou o mais prolífico dos modelos da série "C" (ver Sistema de designação de aviões Idflieg). 
Enquanto o Albatros C.I era utilizado primordialmente em missões de reconhecimento e observação, ele também obteve algum sucesso como um incipiente avião de caça -  Oswald Boelcke reivindicou sua primeira vitória quando pilotava um C.I tendo o Ten.  von Wühlisch como artilheiro. O piloto alemão mais famoso da Primeira Guerra, Manfred von Richthofen, iniciou sua carreira como observador num modelo C.I na Frente Oriental.  

## Variantes
C.I
Primeira versão de produção.
C.Ia
Versão melhorada com motor mais potente, o Argus As III, foi construído sob licença pela BFW e pela LFG.
C.Ib
Versão de treinamento com controles duplos, construído sob licença pela Mercur Flugzeugbau.
C.If

C.Ifd

C.I-V
Avião experimental, apenas um construído.

## Usuários

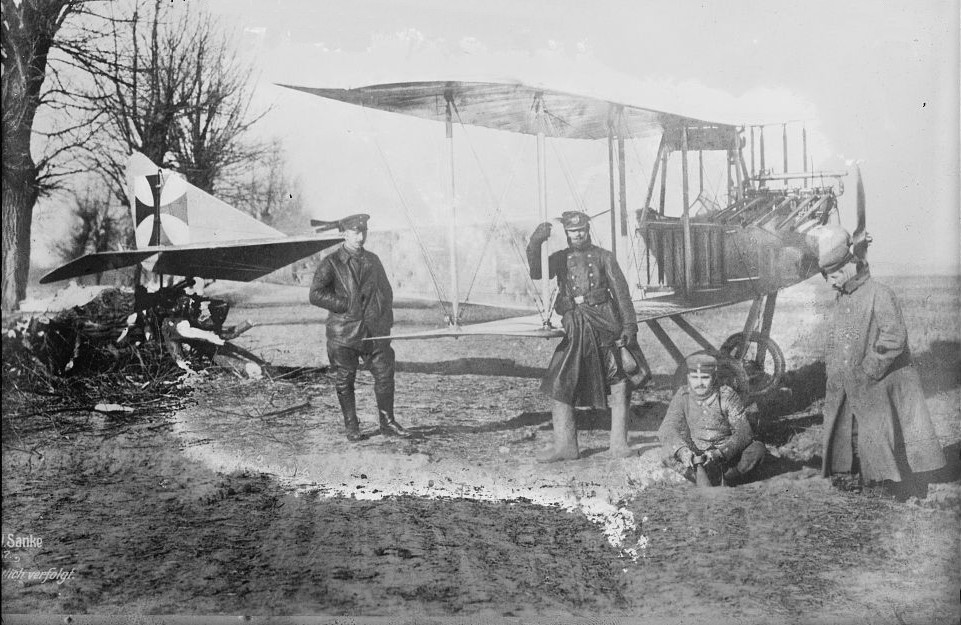
Um Albatros C.I na Polônia.

- Bulgária
- Império Alemão
- Lituânia
- Polónia
- Suécia
- Império Otomano

## Especificação
Estas são as características do Albatros C.I. German aircraft of the First World War
- Características gerais:
  - Tripulação: dois
  - Comprimento: 7,85 m (25,8 ft)
  - Envergadura: 12,9 m (42,3 ft)
  - Altura: 3,14 m (10,3 ft)
  - Área da asa: 40,4 m² (435 ft²)
  - Peso vazio: 875 kg (1 930 lb)
  - Peso carregado: 1 190 kg (2 620 lb)
  - Motor: 1 x Mercedes D.III, um 6 cilindros em linha, refrigerado à água, de 160 hp (119 kW).

- Performance:
  - Velocidade máxima: 132 km/h (82,0 mph)
  - Autonomia: 2½ horas
  - Teto de Serviço: 3 000 m (9 840 ft)
  - Razão de Subida: 1,7 m/s

- Armamento:
  - Armas:
    - 1 x metralhadora Parabellum MG 14 de 7,92 mm (0,312 in) montada em suporte circular para o observador.